# دره (فیلم ۱۹۷۶)
«دره» (انگلیسی: The Valley (1976 film)) یک فیلم به کارگردانی پیتر جکسون است که در سال ۱۹۷۶ منتشر شد.